# Dikentrocephalus crinalis
Dikentrocephalus crinalis is een rondwormensoort. De wetenschappelijke naam van de soort is voor het eerst geldig gepubliceerd in 1855 door Wedl.